# ジェイク・シアーズ
ジェイク・シアーズ（Jake Shears, 1978年10月3日 - ）は、アメリカ合衆国のミュージシャン。シザー・シスターズのボーカル。ゲイであることを公表している。

## 略歴
アリゾナ州で生まれたが、シアトルで育つ。
キャリアの始まりはゴーゴーダンサーであり、歌うゴーゴーダンサーとしての活動が出来ないかというところがそれからの活動の起点となっている。シアーズはこの時の活動について服を脱いだりするのが楽しかったと語った。
オクシデンタル大学在学中の19歳で、ケンタッキー州を旅しているときに後にシザー・シスターズを組むこととなるベイビーダディことスコット・ホフマンと出会う。2人はすぐに意気投合し、ニューヨークに居を移した。ニューヨークでは、大学に通いながらゲイ雑誌や音楽雑誌へ寄稿するなどの活動をしていた。 
2010年、グラストンベリー・フェスティバルにて6年越しのボーイフレンドであるクリス・モーカーベルと婚約したことを発表した。「結婚はできないが、これは永遠のものである」と観客に宣言した。その後破局している。

### シザー・シスターズ
シアーズとホフマンは2001年にシザー・シスターズを結成。ニューヨークのブルックリンなどで活動を始める。CDデビューすると、たちまちイギリスとアイルランドで大ヒットを記録。デビューアルバムである「シザー・シスターズ」は2004年に両国で最も売れたアルバムとなった。彼は影響を受けたミュージシャンとして、ABBA、ブロンディ、デビッド・ボウイ、 デュランデュラン、ロキシー・ミュージック、 ニューヨーク・ドールズ クイーン、マドンナ、ポール・マッカートニー、ペット・ショップ・ボーイズ、 ビートルズ、ドリー・パートンなどを挙げている。ジョン・キャメロン・ミッチェルやエルトン・ジョンとも親しい仲である。

### ソロ活動の開始
シザーシスターズ解散後、新曲を少しずつ発表していたシアーズだったが、2018年5月25日、シアーズのSNS上でセルフ・タイトルのデビュー・アルバムのリリースを発表した。それに合わせ、同日Youtube上ではアルバムからの先行シングル「Creep City」のミュージック・ビデオが公開された。アルバムは8月10日にリリースされる予定で、8月15日のロンドン公演を皮切りにイギリスツアーを刊行する予定である。

### 人物
高校時代にカミングアウトしたシアーズだが、現在ではもう少し違うやり方があったのではないかと思っているという。
16歳の頃には年長者と付き合っていた。
2018年に自伝を上梓したが、その執筆作業を通して自身が長年に渡り売春婦のようだったとして、「わお！僕は一体どれだけ多くの人と寝たんだろう」とインタビューで語っている。